# Chaetexorista ocellaris
Chaetexorista ocellaris là một loài ruồi trong họ Tachinidae.